# Bourrignon
Bourrignon (ancien nom allemand : Bürgis dont il reste une trace, par la dénomination de la montagne La Bürgisberg, qui la surplombe) est une commune suisse du canton du Jura, située dans le district de Delémont.

Photo aérienne (1950).

## Géographie
Le village est situé sur un replat du versant nord de la chaîne des Rangiers, sur l'ancienne route reliant la vallée de Delémont à Lucelle, porte de l'Alsace.
Le point culminant de la commune sont les Ordons, à 999 m d'altitude. Une station-relais régionale de radio-TV y est implantée.

## Histoire
Bourrignon est l'un des treize francs villages de la seigneurie de Delémont, l'un des bailliages de l'évêché de Bâle jusqu'en 1792. Sous l'occupation française, il fait partie du département français du Mont-Terrible puis de celui du Haut-Rhin.
Bourrignon est ensuite rattachée au bailliage puis district bernois de Delémont (1815-1978).
Depuis le 1er janvier 1979, Bourrignon fait partie du canton du Jura.

## Population

### Surnom
Les habitants de la commune sont surnommés les Borets (fém. : Borates), soit les canards en patois vâdais.

### Démographie
La commune compte 226 habitants en 1818, 359 en 1850, 382 en 1870, 330 en 1900, 312 en 1950, 221 en 1980, 286 en 2000 et 271 en 2010.

## Transports
Bourrignon est desservie par la ligne de bus Delémont - Lucelle, à 24 min de Delémont.

## Monuments
L'église actuelle de Bourrignon a été reconstruite en 1747-1749. L'autel est daté de 1753, et le chemin de croix (tableaux de François Ignace Tavanne) de 1777. Les fronts baptismaux sont eux du XVIe siècle. Lors de sa restauration en 1974-1977, on y découvrit un dépôt de monnaies du XVIIe siècle.